# Young Maylay
Chris Bellard, beter bekend als Young Maylay, (Los Angeles (Californië), 17 juni 1979) is een Amerikaans stemacteur en rapper. Zijn stem is vooral bekend door zijn rol in het computerspel Grand Theft Auto: San Andreas als Carl "CJ" Johnson. Het album van Young Maylay, San Andreas: The Original Mixtape, geïnspireerd door zijn rol in het spel, is uitgegeven op 5 juli 2005.

## Media

### Discografie
- San Andreas: The Original Mixtape
  - Uitgave: 5 juli 2005
  - Label: Maylaynium Musiq

- The Real Coast Guard
  - Uitgave: 4 juli 2008
  - Label: Maylaynium Musiq

### Filmografie
- Grand Theft Auto: San Andreas (2004)